# Tournoi de tennis du Caire
Le tournoi du Caire est un ancien tournoi de tennis du circuit masculin de l'ATP World Tour et féminin du circuit professionnel WTA, joué au Caire entre 1975 et 1982 sur terre battue. La seule édition de l'épreuve féminine s'est tenue en 1999, remportée par Arantxa Sánchez Vicario en simple et en double (avec Laurence Courtois).
Dans le tournoi masculin, le joueur le plus titré est l'Égyptien Ismail El Shafei qui a remporté 3 titres en double avec 3 partenaires différents.
Après sa disparition, un tournoi de la catégorie Challenger a eu lieu au Caire de 1983 à 1991, sauf en 1986.

## Palmarès messieurs

### Simple
| No | Date       | Nom et lieu du tournoi  | Catégorie      | Dotation       | Surface        | Vainqueur          | Finaliste         | Score              |                |
| -- | ---------- | ----------------------- | -------------- | -------------- | -------------- | ------------------ | ----------------- | ------------------ | -------------- |
| 1  | 03-03-1975 | , Le Caire              |                | NC $           | Terre (ext.)   | Manuel Orantes     | François Jauffret | 6-0, 4-6, 6-1, 6-3 |                |
|    | 1976       | Pas de tournoi          | Pas de tournoi | Pas de tournoi | Pas de tournoi | Pas de tournoi     | Pas de tournoi    | Pas de tournoi     | Pas de tournoi |
| 2  | 21-03-1977 | Egyptian Open, Le Caire |                | 30 000 $       | Terre (ext.)   | François Jauffret  | Frank Gebert      | 6-3, 7-5, 6-4      |                |
| 3  | 13-03-1978 | Egyptian Open, Le Caire | Grand Prix     | 38 000 $       | Terre (ext.)   | José Higueras      | Kjell Johansson   | 4-6, 6-4, 6-4      |                |
| 4  | 09-04-1979 | Egyptian Open, Le Caire |                | 75 000 $       | Terre (ext.)   | Peter Feigl        | Carlos Kirmayr    | 7-5, 3-6, 6-1      |                |
| 5  | 03-03-1980 | Egyptian Open, Le Caire |                | 75 000 $       | Terre (ext.)   | Corrado Barazzutti | Paolo Bertolucci  | 6-4, 6-0           |                |
| 6  | 09-03-1981 | Egyptian Open, Le Caire |                | 75 000 $       | Terre (ext.)   | Guillermo Vilas    | Peter Elter       | 6-2, 6-3           |                |
| 7  | 22-02-1982 | Egyptian Open, Le Caire |                | 75 000 $       | Terre (ext.)   | Brad Drewett       | Claudio Panatta   | 6-3, 6-3           |                |

### Double
| No | Date       | Nom et lieu du tournoi  | Catégorie      | Dotation       | Surface        | Vainqueurs                      | Finalistes                       | Score              |                |
| -- | ---------- | ----------------------- | -------------- | -------------- | -------------- | ------------------------------- | -------------------------------- | ------------------ | -------------- |
| 1  | 03-03-1975 | , Le Caire              |                | NC $           | Terre (ext.)   | Antonio Muñoz Manuel Orantes    | Jaime Pinto-Bravo Belus Prajoux  | 3-6, 6-3, 6-4, 7-5 |                |
|    | 1976       | Pas de tournoi          | Pas de tournoi | Pas de tournoi | Pas de tournoi | Pas de tournoi                  | Pas de tournoi                   | Pas de tournoi     | Pas de tournoi |
| 2  | 21-03-1977 | Egyptian Open, Le Caire |                | 30 000 $       | Terre (ext.)   | John Bartlett John Marks        | Pat Dupré Chris. Lewis           | 7-5, 6-1, 6-3      |                |
| 3  | 13-03-1978 | Egyptian Open, Le Caire | Grand Prix     | 38 000 $       | Terre (ext.)   | Ismail El Shafei Brian Fairlie  | Lito Álvarez George Hardie       | 6-3, 7-5, 6-2      |                |
| 4  | 09-04-1979 | Egyptian Open, Le Caire |                | 75 000 $       | Terre (ext.)   | Peter McNamara Paul McNamee     | Anand Amritraj Vijay Amritraj    | 7-5, 6-4           |                |
| 5  | 03-03-1980 | Egyptian Open, Le Caire |                | 75 000 $       | Terre (ext.)   | Ismail El Shafei Tom Okker      | Christophe Freyss Bernard Fritz  | 6-3, 3-6, 6-3      |                |
| 6  | 09-03-1981 | Egyptian Open, Le Caire |                | 75 000 $       | Terre (ext.)   | Ismail El Shafei Balázs Taróczy | Paolo Bertolucci Gianni Ocleppo  | 6-7, 6-3, 6-1      |                |
| 7  | 22-02-1982 | Egyptian Open, Le Caire |                | 75 000 $       | Terre (ext.)   | Drew Gitlin Jim Gurfein         | Heinz Günthardt Markus Günthardt | 6-4, 7-5           |                |

## Palmarès dames

### Simple
| No | Date       | Nom et lieu du tournoi            | Catégorie | Dotation  | Surface      | Vainqueure      | Finaliste     | Score    |         |
| -- | ---------- | --------------------------------- | --------- | --------- | ------------ | --------------- | ------------- | -------- | ------- |
| 1  | 19-04-1999 | Dreamland Egypt Classic, Le Caire | Tier III  | 180 000 $ | Terre (ext.) | Arantxa Sánchez | Irina Spîrlea | 6-1, 6-0 | Tableau |

### Double
| No | Date       | Nom et lieu du tournoi           | Catégorie | Dotation  | Surface      | Vainqueures                       | Finalistes                 | Score         |         |
| -- | ---------- | -------------------------------- | --------- | --------- | ------------ | --------------------------------- | -------------------------- | ------------- | ------- |
| 1  | 19-04-1999 | Dreamland Egypt Classic Le Caire | Tier III  | 180 000 $ | Terre (ext.) | Laurence Courtois Arantxa Sánchez | Irina Spîrlea Caroline Vis | 7-5, 1-6, 7-6 | Tableau |